# 陸長源
陸 長源（りく ちょうげん、生年不詳 - 799年）は、唐代の官僚・軍人。字は泳之、または泳。本貫は蘇州呉県。

## 経歴
汾州刺史の陸璪の子として生まれた。経書と史書を好んだ。乾元年間、昭義軍節度使の薛嵩の幕府に召し出され、河北の諸反乱の鎮圧にあたった。長らくを経て、建州刺史・信州刺史を歴任した。浙西節度使の韓滉が江淮転運使を兼領すると、長源は検校郎中となり、中丞を兼ね、転運副使をつとめた。罷免されて都官郎中となり、万年県令に転じ、汝州刺史として出向した。
貞元12年（796年）、長源は検校礼部尚書・宣武軍行軍司馬に任じられ、汴州の行政事務をみな決裁した。汴州では法を厳格に適用して、宣武軍を統制しようとしたため、憎まれることになった。
貞元15年（799年）2月、宣武軍節度使の董晋が死去すると、長源は知留後事とされた。まもなく宣武軍が乱を起こし、長源は殺害された。長源が死んだ日に、かれを宣武軍節度使とする詔が下っていたが、この命を受けることはなかった。尚書右僕射の位を追贈された。著書に『唐春秋』60巻・『弁疑志』3巻があった。

## 伝記資料
- 『旧唐書』巻145 列伝第95
- 『新唐書』巻151 列伝第76